# ファム・ミン・チン
ファム・ミン・チン（范 明正、ベトナム語：Phạm Minh Chính / 范明正、1958年12月10日 - ）は、ベトナムの政治家。第8代首相。

## 来歴
1958年、タインホア省クエソン県クエフー社に生まれた。建設学士号と法学博士号、准教授の肩書を有する。
1986年12月25日にベトナム共産党に入党し、1987年12月25日に正式加入した。
ベトナム共産党の第12期・13期の全国大会で、2期連続で党の最高指導機関である政治局の1人に選出されている。ベトナム人民公安の中将でもある。
内務省科学経済技術研究局研究員、在ルーマニア・ベトナム大使館職員、公安省官房書記、同省経済諜報科学技術局長、同省諜報総局副局長、同省物流技術総局長、公安次官、東北部地方クアンニン省共産党委員会書記、中央組織副委員長、書記局員、中央組織委員長を歴任した。
第14期（2016～2021年）国会の最終回となる第11回会議で2021年4月5日午後、新首相に選出された。同年7月26日の第15期国会では全会一致（479票）で首相に再任された。
2022年にベトナムを訪問した岸田文雄首相の前でチンは、「日越関係はこれまでで最高の段階にあると言われている。両国は2023年の国交樹立50周年に向けて努力したい。岸田首相のベトナム国賓訪問は、日越関係を深化させ、日本の公式訪日の成果の実施を促進することを目的としている。チン氏はベトナムと日本の間の政治的信頼と「愛情、誠実、信頼」に基づく両国の上級指導者間の良好な関係を強化し、両国国民の願いを必ず叶える。」と述べ様々な分野での実務協力を強化した。

## 外交
日本と関係が深く、越日友好議員連盟の会長を務めたことがある。

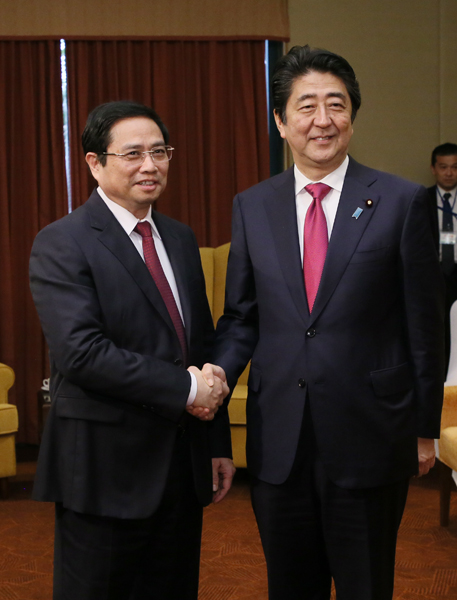
安倍晋三首相（当時）と面談（2017年）
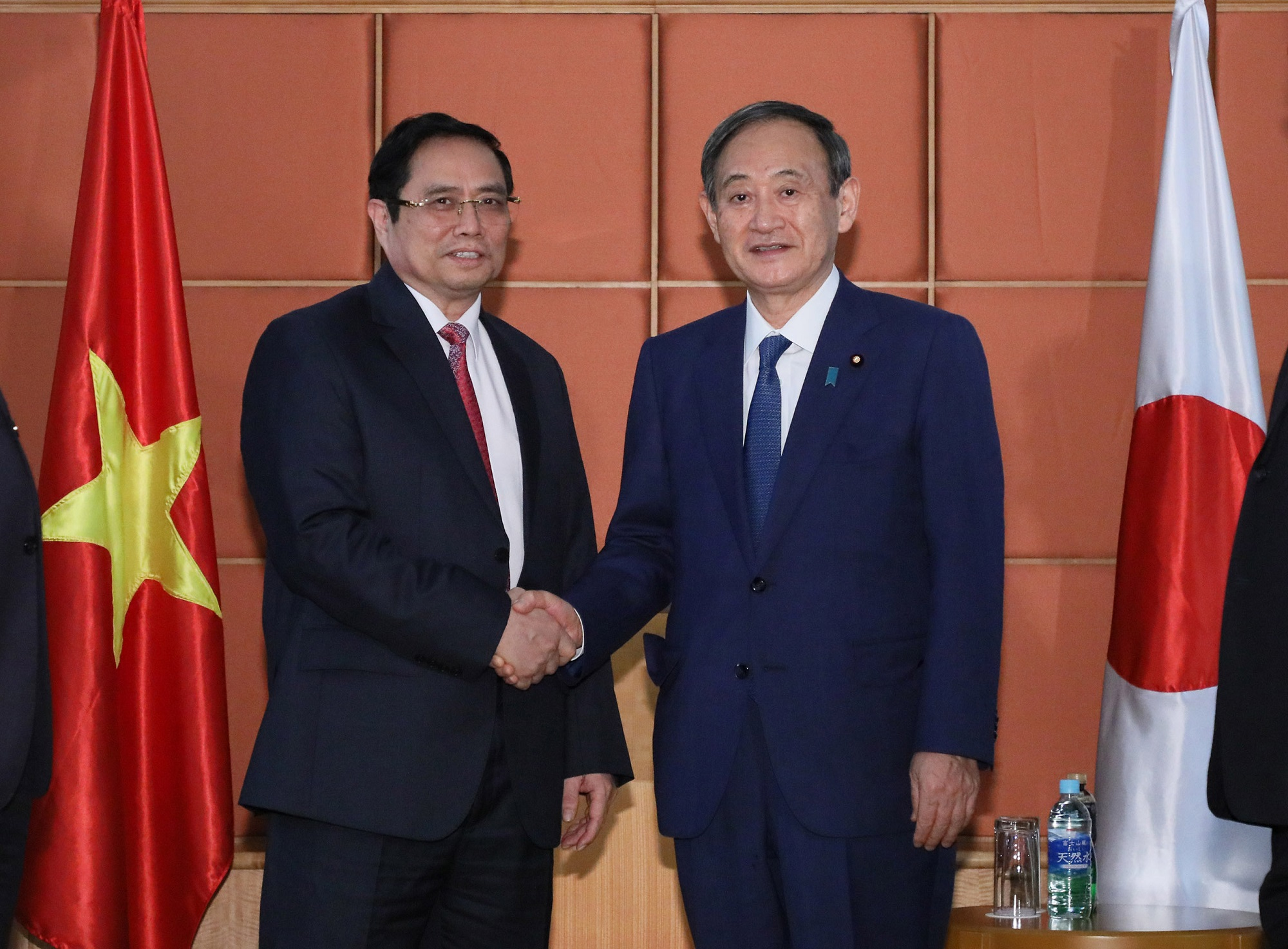
菅義偉首相と面談（2020年）
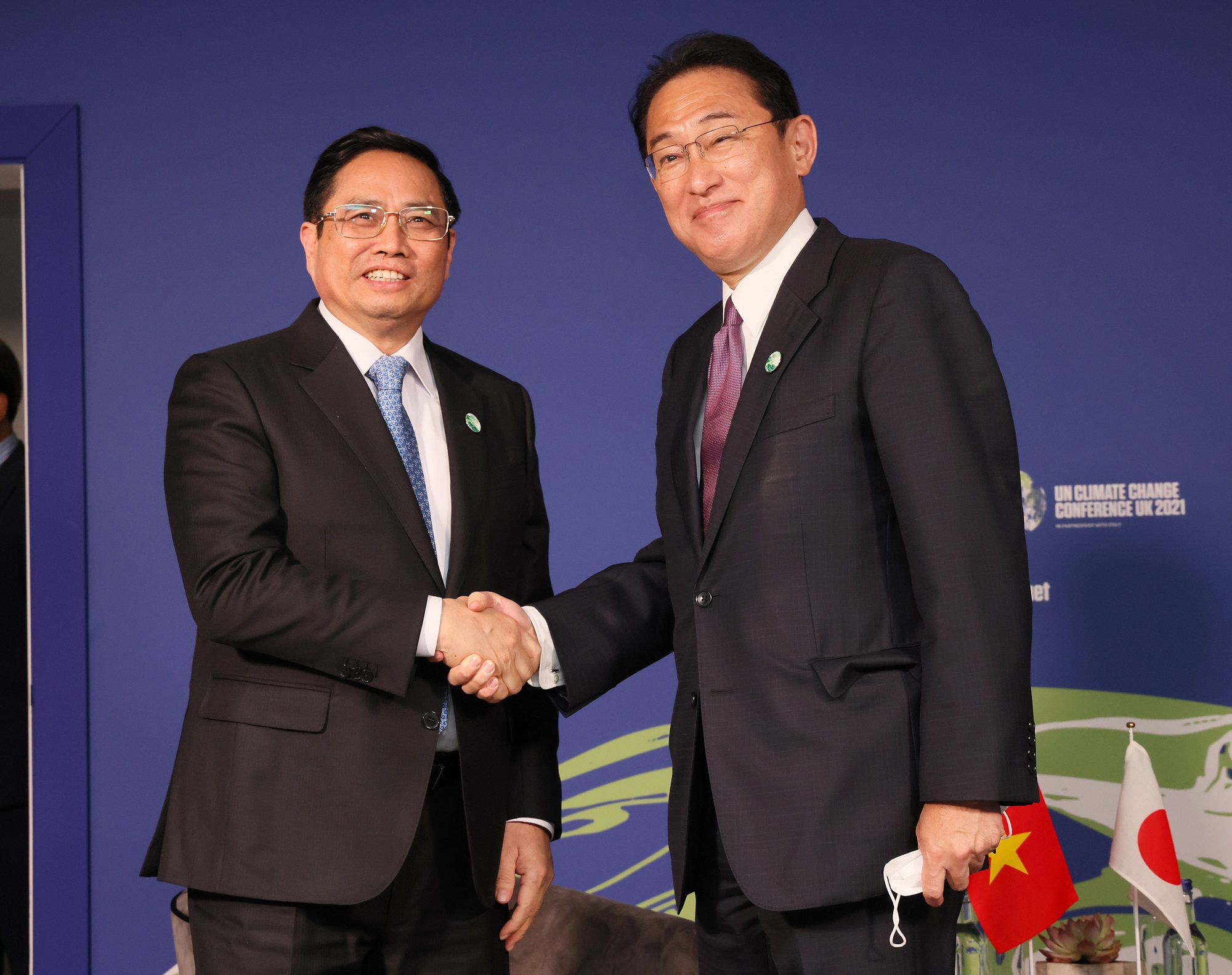
岸田文雄首相と会談（2021年）

## 栄誉

### 州栄誉

#### ベトナム[5]
- 独立勲章第3級: 2010
- 労働勲章第2級
- 栄光の戦士勲章第1級
- 首相功労賞

#### 他の
- 清華大学名誉教授の称号（2025年）[6]